# Cathal Ryan
Cathal Ryan (ur. 1959, zm. 20 grudnia 2007) – irlandzki przedsiębiorca, współtwórca najpopularniejszych irlandzkich linii lotniczych Ryanair, będących jednocześnie największym przewoźnikiem niskokosztowym w Europie. Syn Tonego Ryana.
W 1985 r. wraz z ojcem założył linię Ryanair, która obsługiwała loty na trasie pomiędzy Waterford w południowo-wschodniej Irlandii a londyńskim lotniskiem Gatwick.  Firma dysponowała wtedy jedynie piętnastoosobowym samolotem Bandeirante, zatrudniała 25 osób i przynosiła straty. Cathal Ryan był jednym z pierwszych pilotów, a w latach 1996–2002 sprawował funkcję dyrektora w firmie. Zmarł na raka w trzy miesiące po śmierci swojego ojca.